# Not for Publication
Pour plus de détails, voir Fiche technique et Distribution.
Not for Publication est un film américain réalisé par Paul Bartel, sorti en 1984.

## Fiche technique
- Titre : Not for Publication
- Réalisation : Paul Bartel
- Scénario : Paul Bartel et John Meyer
- Pays d'origine : États-Unis
- Genre : comédie
- Date de sortie : 1984

## Distribution
- Nancy Allen : Lois
- David Naughton : Barry Denver
- Alan Rosenberg : Bernie
- Alice Ghostley : Doris Denver
- Cork Hubbert : Odo
- Don Peoples : Cy Katz
- Catherine Schultz : Maureen
- Richard Blackburn : Jim
- Sonia Petrovna : Angelique
- Richard Paul : Troppogrosso
- Barry Dennen